# Genêt cendré
Genista cinerea
Espèce
Classification phylogénétique
Le genêt cendré (Genista cinerea) est une espèce de plantes à fleurs de la famille des Fabaceae. C'est un petit arbrisseau non épineux trouvé dans le sud de l'Europe (Espagne, France, Italie) et en Afrique du Nord (Algérie, Tunisie)

## Description

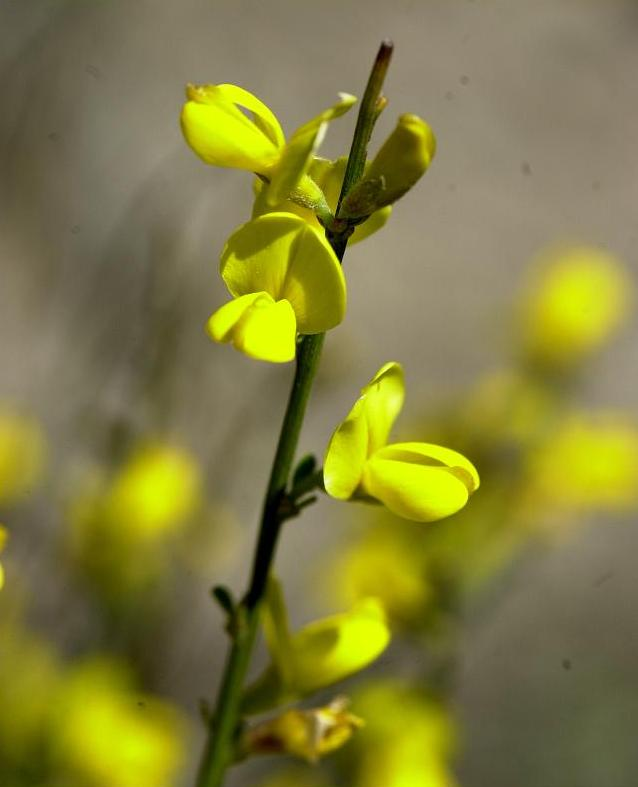
Genista cinerea (détails).

Les deux lèvres du calice sont très inégales et aussi longues ou plus longues que son tube. Au niveau de la corolle, l'étendard, les ailes et la carène sont rapprochés et deviennent blanchâtres avant de tomber (d'où le nom cendré). Il fleurit d'avril à juillet.

## Répartition et habitat
Ce genêt se rencontre sur les coteaux rocailleux calcaires essentiellement dans la région méditerranéenne.

## Dénominations et systématique

### Synonyme
- Spartium cinereum Vill.

### Liste des sous-espèces
Selon Catalogue of Life (1 avr. 2012) :
- sous-espèce Genista cinerea subsp. ausetana O.Bolos & Vigo
- sous-espèce Genista cinerea subsp. cinerea
- sous-espèce Genista cinerea subsp. murcica (Coss.)Canto & M.J.Sanchez
- sous-espèce Genista cinerea subsp. speciosa Rivas Mart. & al.